# Pechelbronn SAEM
Pechelbronn SAEM, ausgeschrieben Pechelbronn, Société Anonyme d'Exploitations Minières, war ein französisches Mineralölunternehmen, das die Erdölvorkommen in den Pechelbronner Schichten ausbeutete.

## Geschichte
Nach dem Ersten Weltkrieg wurde das Elsass 1918 wieder französisch, die deutschen Anlagen für die Erdölförderung aus den Pechelbronner Schichten wurden von Frankreich beschlagnahmt. Die Vereinigte Pechelbronner Oelbergwerke wurden 1921 vom französischen Staat an die Société Alsacienne d’Etudes Minières verpachtet, welche das Geschäft in die Pechelbronn SAEM einbrachte. Für den Vertrieb der Kraftstoffe gründete Pechelbronn 1922 die Société alsacienne des carburants (Socal). 1926 nahm Pechelbronn eine neue Raffinerie in Betrieb, die es erlaubte hochwertige Schmieröle herzustellen. Ab 1927 verkaufte Socal die Schmierstoffe unter dem Markennamen Antar, die Treibstoffe unter der Marke Socaline.
In den 1930er-Jahren wurde das Vertriebsnetz für Kraftstoffe erweitert. Die Pechelbronner Gruppe vertrieb die Kraftstoffe anfänglich über Socal nur im Osten und Südosten des Landes, erweiterte aber den Vertrieb über die Société Française des Pétroles Essences et Naphtes (PEN) in den Westen und das Zentrum Frankreichs.
Pechelbronn gründete 1933 eine Tochtergesellschaft Pechelbronn-Ouest (POSA), die eine Raffinerie in Donges im Département Loire-Atlantique errichtete neben der seit 1932 bestehenden Raffinerie der Société d'Importation des Consommateurs de Pétrole (CP).  Aus den beiden Gesellschaften ging nach dem Zweiten Weltkrieg die Raffineries Françaises de Pétrole de l'Atlantique (RFPA)  hervor.
Während des Zweiten Weltkriegs wurde die Raffinerie Pechelbronn 1944 durch Bombardierungen der amerikanischen Luftwaffe zu 90 % zerstört, wurde aber nach dem Krieg wieder aufgebaut.
Die Geschäftstätigkeit von Pechelbronn SAEM ging 1954 an die Antar-Pétroles de l'Atlantique über, in der auch die anderen Gesellschaften der Gruppe aufgingen.